# Rhaphidophora jubata
Rhaphidophora jubata — вид квіткових рослин із родини Araceae, роду Rhaphidophora. Ця ліана, рідним ареалом цього виду є архіпелаг Бісмарка та Соломонові острови.